# Südwestdeutsche Salzwerke
La société Südwestdeutsche Salzwerke AG (SWS AG) dont le siège est à  Heilbronn est un fabricant de sel gemme, qui est né en 1971 de la fusion de Salzwerk Heilbronn AG et de Südwestdeutsche Salz AG. Les deux plus grands actionnaires de SWS AG sont la ville de Heilbronn (49,0 %) et le Land du Bade-Wurtemberg (49,0 %; à la date de  décembre 2014). L’entreprise tout entière (avec les filiales) a fait un chiffre d’affaires de 240 millions d’euros en 2016, avec ses 1 043 collaborateurs.

## Histoire

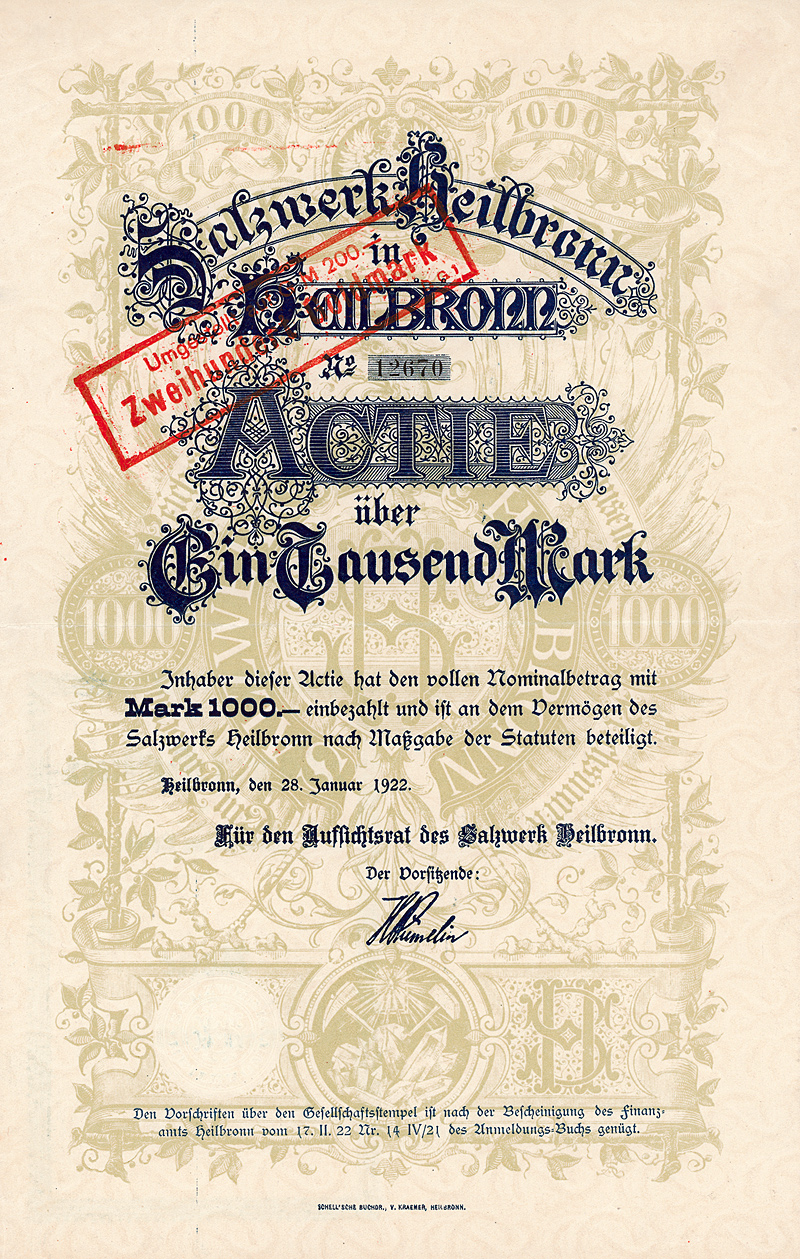
Qction de plus de 1000 Mark de Salzwerk Heilbronn à la date du 28 jqnvier 1922

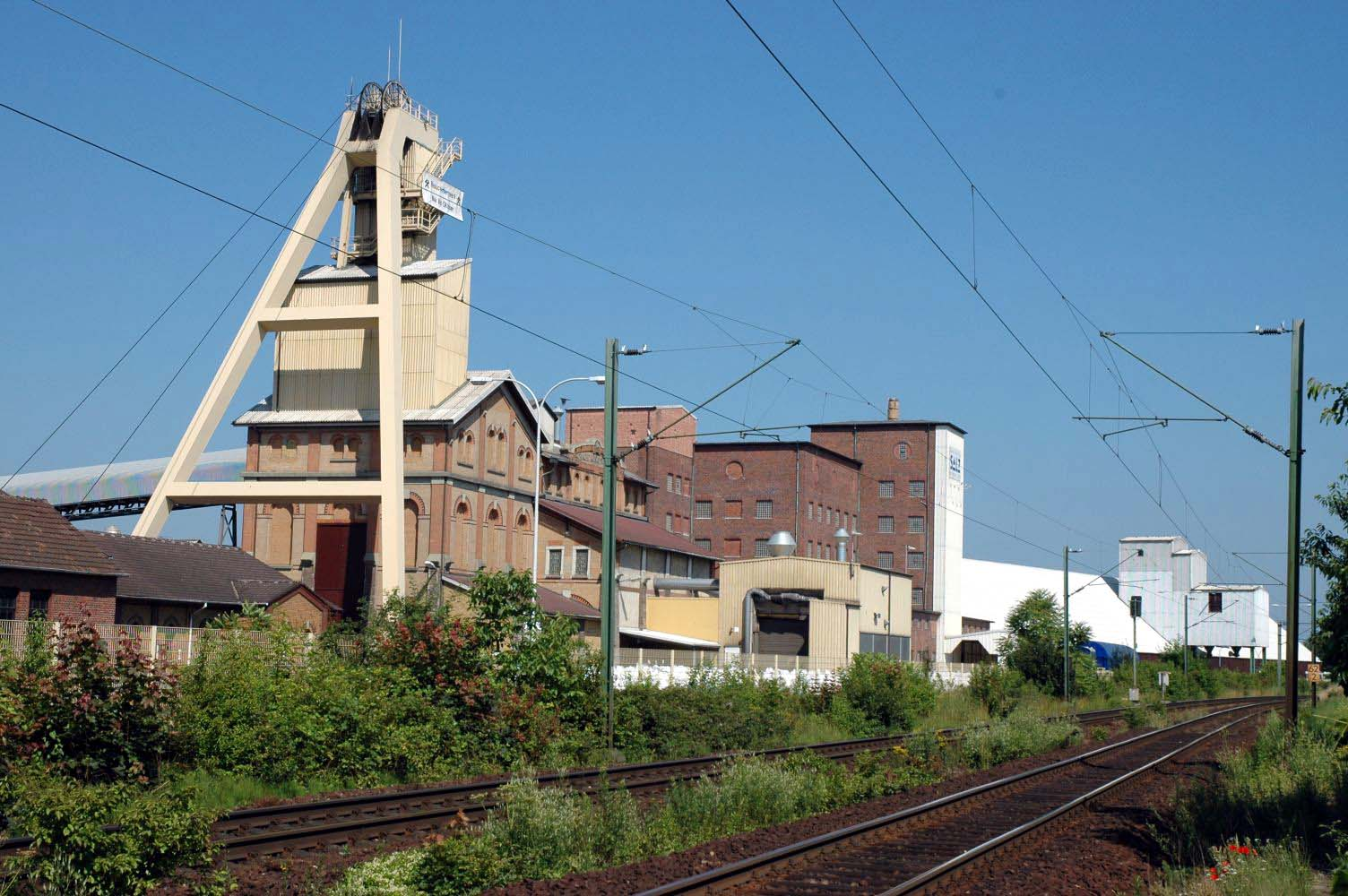
Mine témoin de Südwestdeutschen Salzwerke AG à Bad Friedrichshall-Kochendorf

### Du début jusqu’à la2eguerre mondiale
Salzwerk Heilbronn AG est fondé en 1883 par un consortium de banques du Württemberg et de Francfort. Il gère d’abord  Saline Bad Friedrichshall  à Jagstfeld. En 1885 débute l’exploitation du sel gemme à Heilbronn. Après avoir dû abandonner le puits de la saline à Jagstfeld à cause d’une intrusion d’eau, on installe en 1899 à Kochendorf, sous la supervision d’August Bohnert le nouveau puits „König Wilhelm II“. Dans ce puits, on fabrique des matières explosives de 1913 à 1915 sous concession la société berlinoise Miedziankit GmbH. En qualité de succursale, la Glashütte Heilbronn (verrerie de Heilbronn) est fondée le 11 octobre 1922, capable d'utiliser les déchets de la production du sel pour la production de verre. Elle commence la production le 14 août 1923, et fabrique avant tout des bouteilles de verre.
En 1934, le sculpteur Helmuth Uhrig réalise une sculpture monumentale en relief dans la « salle de la coupole » du puits, à 180 mètres sous terre. L'achèvement de la canalisation du Neckar jusqu’à Heilbronn en 1935 améliore considérablement les possibilités de transport pour les mines et salines autour de Heilbronn. Pendant la seconde guerre mondiale, le camp de concentration de Kochendorf, situé dans les puits de la mine de sel, servait à partir de septembre 1944 au stockage d’œuvres d’art et d’objets de valeur.

### Croissance et consolidation après 1945
La succursale Glashütte Heilbronn est vendue en 1967 à Gerresheimer AG, qui la dirige pendant quelques années en tant que filiale heilbronnoise, mais qui la ferme le 24 mars 1978. En 1971, la mine de sel Heilbronn AG fusionne avec Südwestdeutsche Salz AG pour former Südwestdeutsche Salzwerke AG dont le siège est à Heilbronn. Les installations des sociétés ont été agrandies et modernisées à maintes reprises. En 1984, les mines de Heilbronn et de Kochendorf sont reliées entre elles, sous terre. En 1987 débute le stockage de déchets dans la mine de Heilbronn, ce qui conduit en 1992 à la fondation de la filiale Umwelt, Entsorgung und Verwertung GmbH (UEV)  Environnement, Élimination et Valorisation en raison du remblaiement prévu de la mine de Kochendorf. En 1999, une filiale répondant au nom de Agrosal GmbH est fondée en commun avec Schweizer Rheinsalinen pour la fabrication de pierres à lécher en sel.

### Le remblaiement de la mine de Kochendorf
En 1992, un rapport sur la sûreté, consécutif à un affaissement de plusieurs cavités de la mine de Kachendorf, montre que cette dernière est garantie pendant la phase d’exploitation. Mais après cette phase, si les cavités n’étaient pas remblayées, l’affaissement pourrait se manifester jusqu’en surface. Aussi l’office des mines décide-t-il en novembre 1992 de procéder au remblaiement complet des mines de Kochendorf. Pour des raisons économiques, on pouvait envisager, outre les déchets miniers tels que la gangue, des déchets en vrac pour remblayer les 12,1 millions de mètres cubes correspond aux cavités. Ces déchets sont des mâchefers ou scories, des déchets du BTP, des sols pollués, des sables de fonderie ou encore des poussières de filtres. Le plan opérationnel est approuvé à cette fin en 1993. En 1994, l’exploitation est arrêtée. Fin 1994, les essais effectués depuis 1992 permettent le remblaiement avec différents matériaux, en quantité limitée, d’abord avec des poussières de filtre dans des « big bags ». En 1996, le transfert vers le bas de matériaux en vrac débute ; pour ce faire, il a fallu grandement modifier les installations du puits Karl Wilhelm II. En 1998, une installation de traitement en amont grâce à laquelle les produits livrés peuvent être transformés pour être remblayés est mise en service.
Une forte résistance dans l'arène politique allant jusqu'à la Commission européenne contre la classification en valorisation de ce remblaiement avec des déchets (qui a également été pratiquée ailleurs) a longtemps menacé le concept. Si ce dernier avait été classé comme élimination des déchets, il n'aurait pas pu être poursuivi en raison de l'obligation des producteurs de déchets de donner la priorité à la valorisation. Les coûts d'autres matériaux imaginables pour le remblayage de la mine ordonné par la loi minière auraient conduit à l'insolvabilité. La question n'a été clarifiée qu'avec la décision de la Cour de justice européenne de février 2002 selon laquelle le transfert souterrain est une opération de valorisation "si son objectif principal est de permettre aux déchets de remplir une tâche importante en remplaçant d'autres matériaux qui auraient dû être utilisés pour cette tâche" („wenn ihr Hauptzweck darauf gerichtet ist, dass die Abfälle eine sinnvolle Aufgabe erfüllen können, indem sie andere Materialien ersetzen, die für diese Aufgabe hätten verwendet werden müssen“).

### 21esiècle

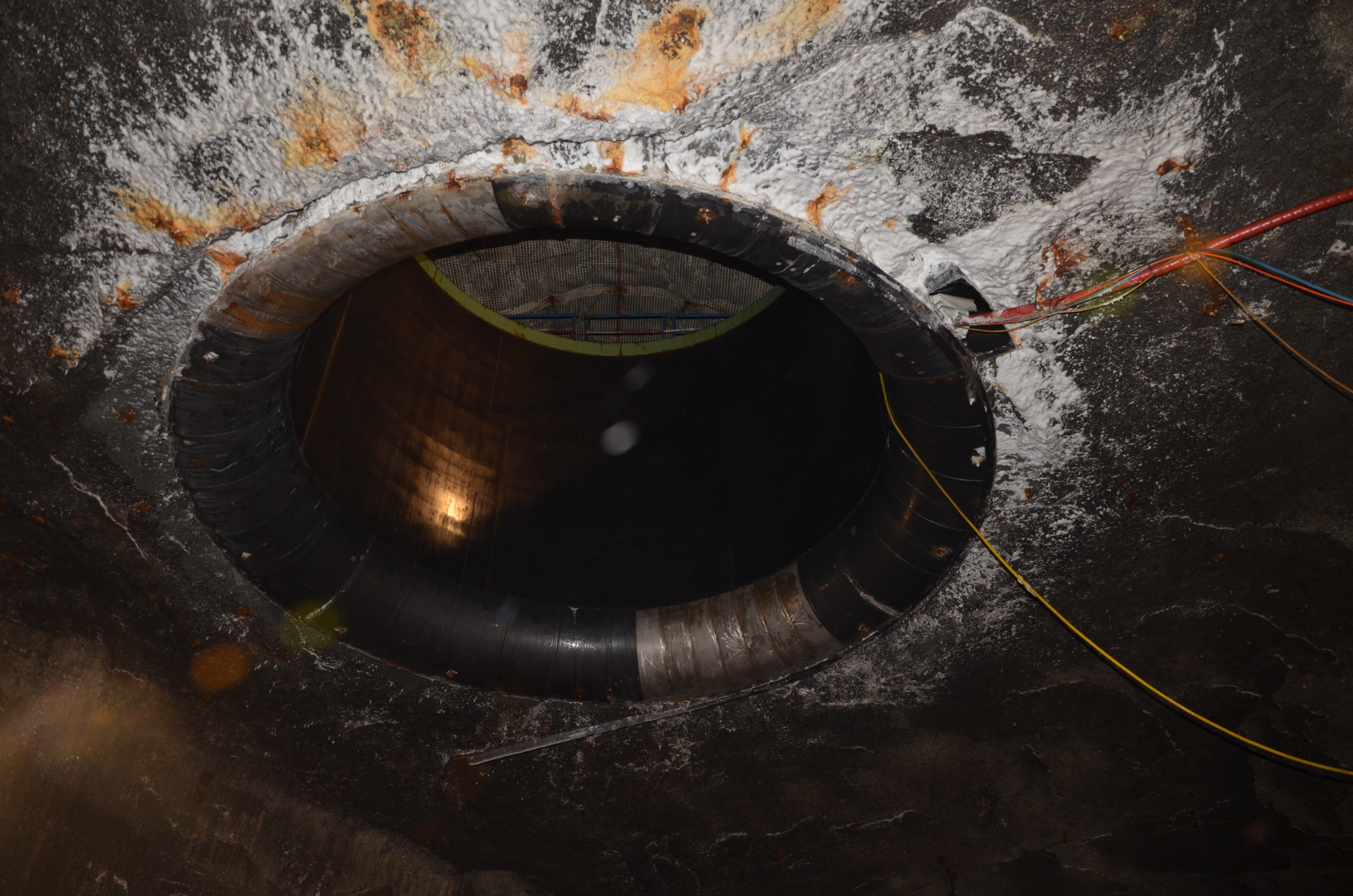
Puits Konradsberg à Heilbronn (quartier de Biberach)

En 2003/2004, à la faveur de l’extension de la mine de Heilbronn vers le nord-ouest jusqu’à Biberach, le puits Konradsberg, profond de 240 mètres, est creusé. Il sert à l'alimentation électrique et au transport de gros équipements par grue mobile sans installation ni tour d'aération. Le cheminement par câbles et la mise en décharge se poursuivent dans les puits de Heilbronn et de Franken, qui se trouvent maintenant à huit kilomètres du site d'extraction. À partir de 2006, la méthode d'extraction par forage et explosion jusqu'à présent exclusivement utilisée dans la mine de Heilbronn sera de plus en plus remplacée par l'extraction par tronçonnage à l'aide de l’engin « Continuous Miner ».
En 2010/11, une autre liaison est creusée entre la mine de Heilbronn et le puits König Wilhelm II de la mine de Kochendorf, afin de pouvoir poursuivre l’exploitation de ce puits après l’arrêt du remblaiement à Kachendorf en 2012, en continuant d’utiliser les installations à Heilbronn. Le 1er mai 2012, la mine de Kochendorf, fermée depuis octobre 2008, a été rouverte aux visiteurs sous une forme modernisée après avoir été menacée de fermeture définitive en raison d'un manque de viabilité économique, et la société a demandé un soutien financier à la ville de Bad Friedrichshall, au district de Heilbronn et au Land de Bade-Wurtemberg pour cette mine.

## Exploitation
Le sel gemme est extrait dans les mines de Heilbronn et de Berchtesgaden, la saumure dans la région de Bad Reichenhall. La transformation et l'affinage en sel ignigène ont lieu dans les salines de Bad Friedrichshall et de Bad Reichenhall. La capacité de production des deux puits près de Heilbronn est d'environ 4 millions de tonnes par an. Les produits de SWS AG sont vendus sous les marques " Bad Reichenhaller " et " Aquasale ".
Südwestdeutsche Salzwerke AG fonde en l’an 2000 la filiale SWS-Alpensalz GmbH. Via SWS-Alpensalz, Südwestdeutsche Salzwerke AG a depuis 2001 également une participation majoritaire dans Südsalz GmbH, qui offre une large palette de produits liés au sel. En outre, SWS AG a depuis 2002 une participation à hauteur de 51% dans Reederei Schwaben, une participation à hauteur de 45 % dans Rheinsalz AG et bien d’autres participations. Avec l’acquisition de Global Salz GmbH et de Global Center GmbH et la vente concomitante d’entreprises de transport par route, SWS AG se concentre du point de vue logistique sur le transport fluvial. Une autre succursale est UEV – Umwelt, Entsorgung und Verwertung GmbH fondée en 1992, qui gère le remblaiement des cavités dans les mines de Heilbronn et Kochendorf avec des déchets. En décembre 2007 est fondée SWS-Winterdienst GmbH (pour le salage des routes).
Le 12 novembre 2008, le Bundeskartellamt a infligé une amende de 15,6 millions d'euros à Südsalz GmbH pour des accords dans le secteur du sel de salage en Allemagne du Sud. Selon le groupe SWS, aucun effet sur l'emploi n'est toutefois attendu.
Depuis quelques années, le Groupe poursuit l'objectif de réduire le nombre de filiales et de participations afin de diminuer la complexité. Dernièrement, les sociétés SWS-Winterdienst GmbH, Südsalz GmbH et SWS-Alpensalz GmbH ont été fusionnées au sein de Südwestdeutsche Salzwerke AG avec effet au 1er août 2016.
À Heilbronn, Südwestdeutsche Salzwerke va pouvoir continuer à recevoir les déchets toxiques non-inflammables. La collaboration entre le Bade-Wurtemberg et la Bavière  serait renforcée : cette dernière incinérerait les déchets dangereux qui nécessitent un traitement thermique, cependant que le Bade-Wurtemberg accueillerait les déchets dangereux non-inflammables.